# BVP M-80
BVP M-80是南斯拉夫制造的履带式步兵战车，从20世纪80年代生产到90年代该国解体。

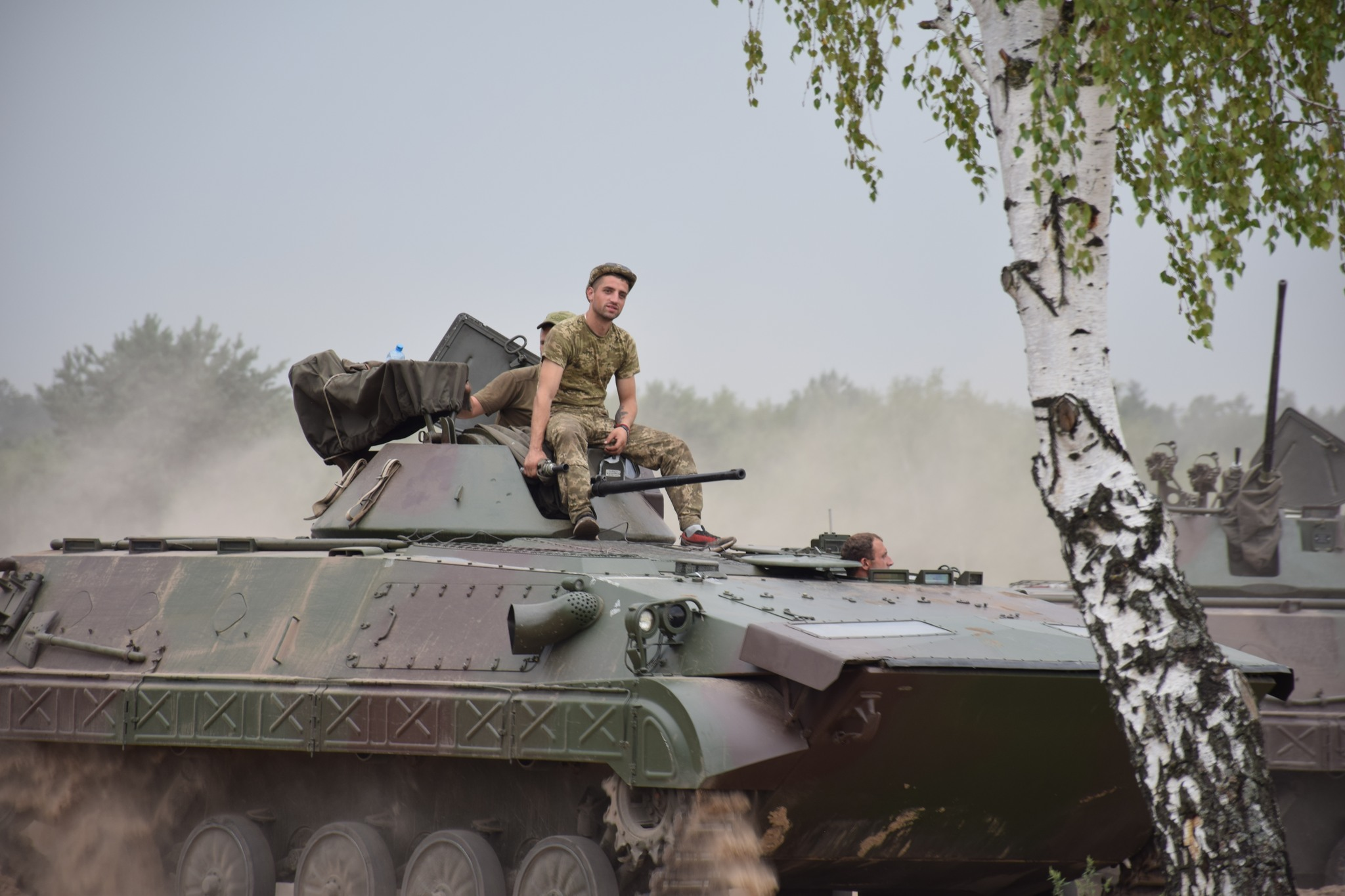
乌克兰第24机械化旅的M-80步兵战车，由斯洛文尼亚于2022年俄罗斯入侵乌克兰期间捐赠。

## 研发
M-80的早期研发始于1969年，并于1974年测试了第一辆完成的原型车。1975年首次公开亮相。
第一个生产型号是M-80，仅小批量生产。此车使用法国制造的发动机，输出功率为260马力，与AMX-10P使用的发动机相同。仅仅一年后，南斯拉夫就开始在国内FAMOS工厂许可生产戴姆勒-奔驰的315马力发动机。该型号被重新命名为M-80A。南斯拉夫解体前生产了约1000辆。
在生产时，M-80A与俄罗斯BMP-1、法国AMX-10P等步兵战车具有相似的特性。尽管许多外国专家将M-80A与俄罗斯BMP-1进行比较，但南斯拉夫步兵战车是真正的原创设计。与BMP-1有6对负重轮并配备73毫米炮不同，M-80A有5对负重轮并配备20毫米机炮。M-80A融合了法国AMX-10P的众多元素，使其比同类产品拥有更强的动力和更好的防护。M-80是两栖战车，并配备两架AT-3发射器。
南斯拉夫战争期间被广泛使用。

## 炮塔
标准型号（BVP M-80和BVP M-80A）安装了一门HS.804 20毫米机炮，有效射程约1500米，根据弹药类型，穿透能力约为20毫米RHAe（轧压均质装甲）。
1978年，南斯拉夫人民军技术军事委员会认为需要获得更大口径的火炮以对抗敌方装甲战车可能日益厚重的装甲，并决意开始开发新的炮塔来容纳更大口径的武器。在这种需求的推动下，1985年扎斯塔瓦30毫米机炮M86和新炮塔M-91（原名，[] 错误：{{Lang-xx}}：拉丁字母轉寫（帮助））问世。 除了安装新型陀螺仪稳定器的30毫米机炮外，新型炮塔还配备了烟雾弹发射器，并能够发射SACLOS 9M14婴儿ATGM。炮塔由伺服液压系统驱动旋转，主炮由电动机驱动升降。

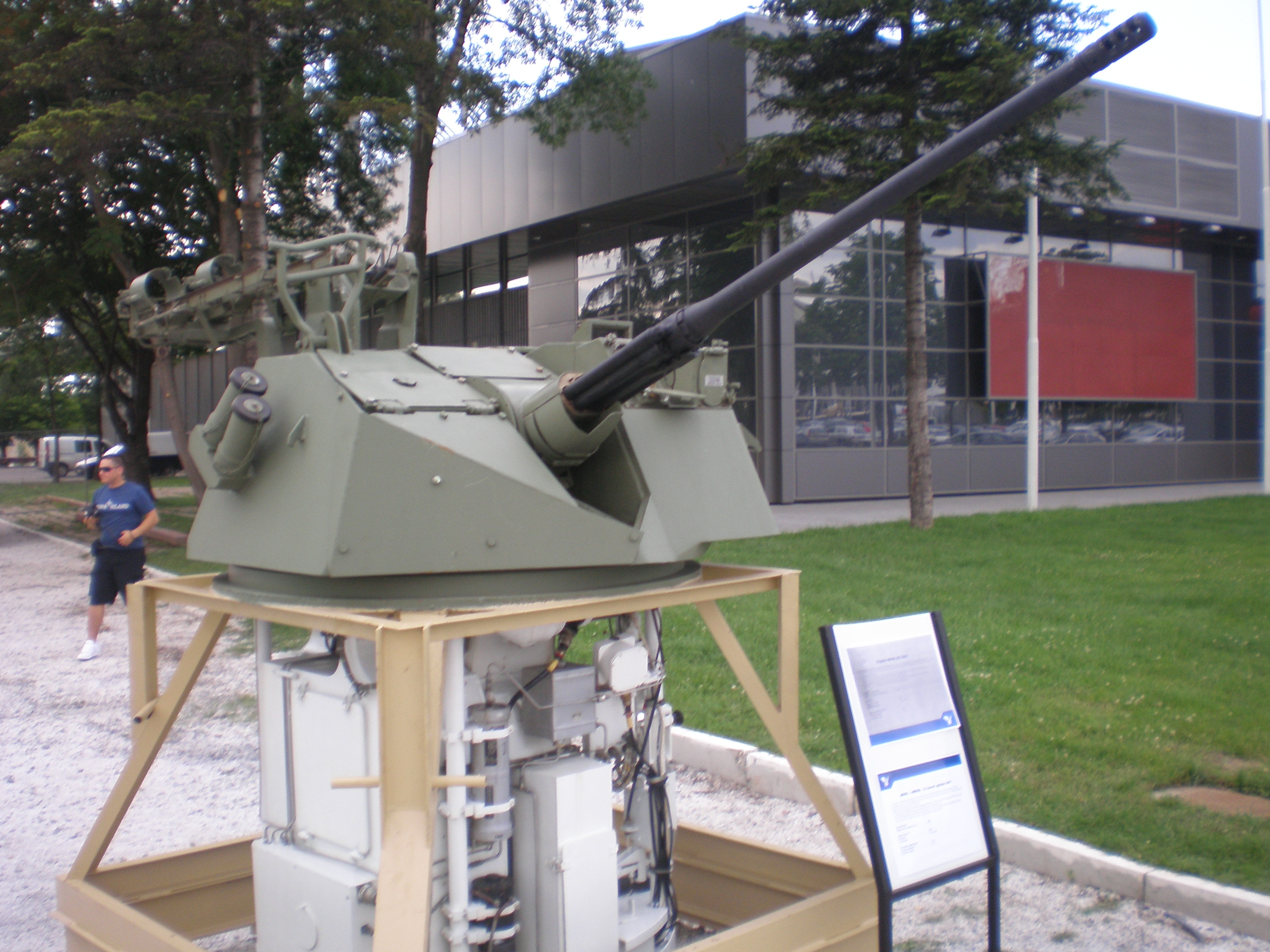
M-91E炮塔

## 特色
M-80A配备一门20毫米机炮、7.62毫米同轴机枪和两架线导反坦克导弹发射器。它具有NBC保护（核生化防护）、灭火系统、内部加热和喷水系统。水陆两栖，无需事先准备即可穿越任何水障。最大水上速度为7.8公里/时。成员三人，包括驾驶员、车长和炮手，后舱可容纳7人，允许六名装备齐全的步兵通过车辆两侧和后门上的六个枪口使用个人武器与敌人交战。步兵可通过车辆后部的两扇门离开步兵战车。

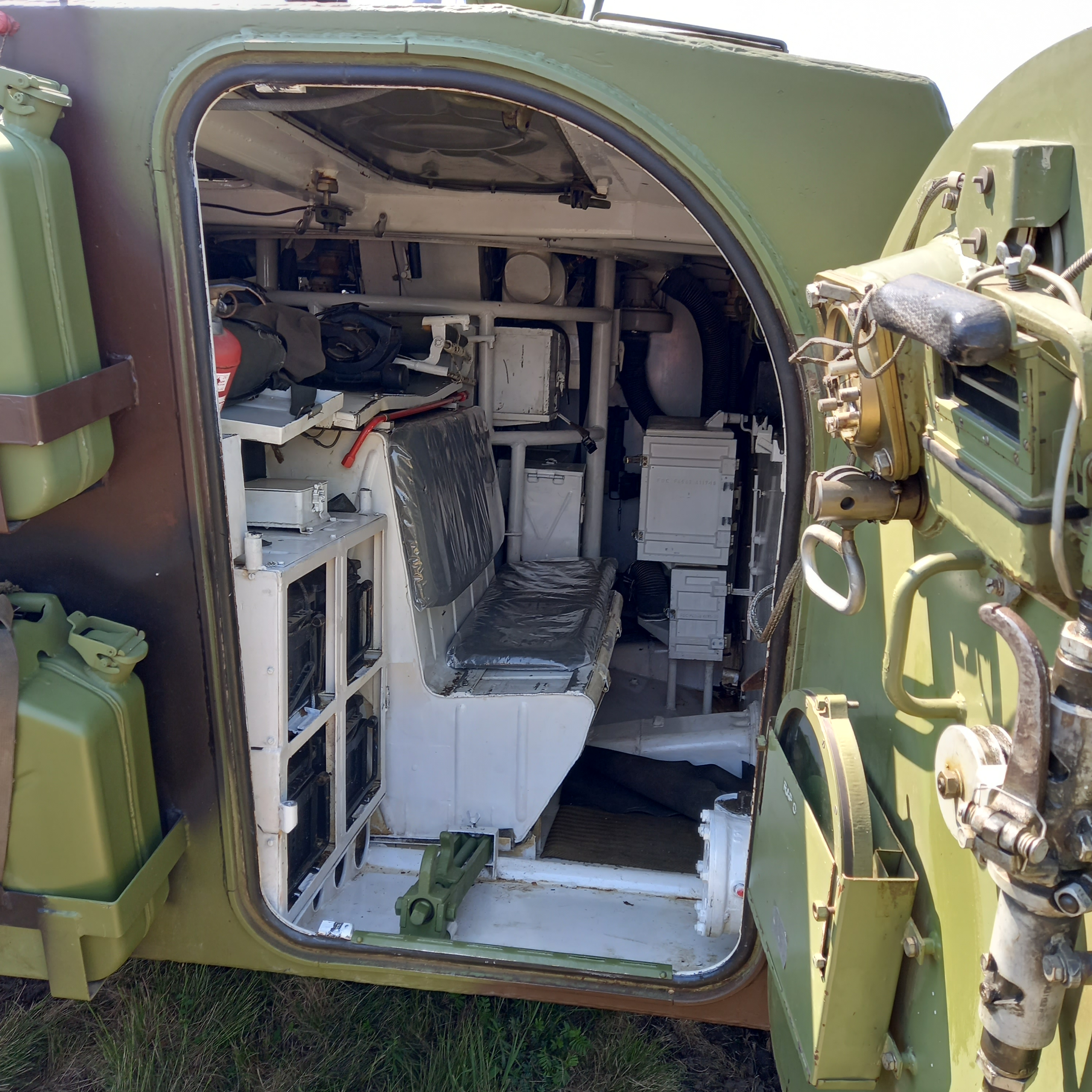
M-80 IFV车舱内部

## 部分衍生型
- M-80 – 首批配备191kW发动机的型号，一年后更换了发动机。[1][10]
- M-80A – 改进型，换装了235kW发动机，全面量产。[5][8][11]
- M-80A1 – 改进型，配备双30毫米炮系统（原名，[] 错误：{{Lang-xx}}：拉丁字母轉寫（帮助）），[7]仅有原型车。[5]
- M-80A KC – 连长车。[5]
- M-80A KB – 营长车。[12]
- M-80A VK - 无炮塔的司令车。[4]
- M-80A Sn – 医疗车，无炮塔。[12]车顶上有一个长方形舱口，车尾有一个单独的后门。可运载4名躺在担架上的伤员或8名坐着的伤员。[4]
- M-80A LT – 坦克歼击车型号，配有六个AT-3发射器。[4]
- 萨瓦M-90 – SA-13 SAM型号，被命名为箭-10MJ，原型车。[4]
- M-80AK/M-98A – 配备30毫米M86机炮[4]或30毫米双进弹M89机炮[13]的新型炮塔。
- M-80AB1 – 此升级型号包括更先进的装甲、炮塔火控设备、光电套件、烟雾弹发射器以及安装了最新的9M14婴儿飞弹发射系统。[14]
- SPAT 30/2 – 自行高射炮。[4]安装了名为獭的新炮塔，配有两门扎斯塔瓦30毫米机炮，仰角-5/+85度。瞄准扫描装置是J-171或Motorola 6800。包括从外部空军观测雷达收集的雷达数据的接收器。最多乘坐三名成员和四名士兵。计划用作M53/59布拉格（英语：M53/59 Praga）的替代品——生产了4个型号。
- M80AB2 - 塞尔维亚军事技术研究所在贝尔格莱德举行的Partner 2023展览会上推出了M-80的最新型号。[15]

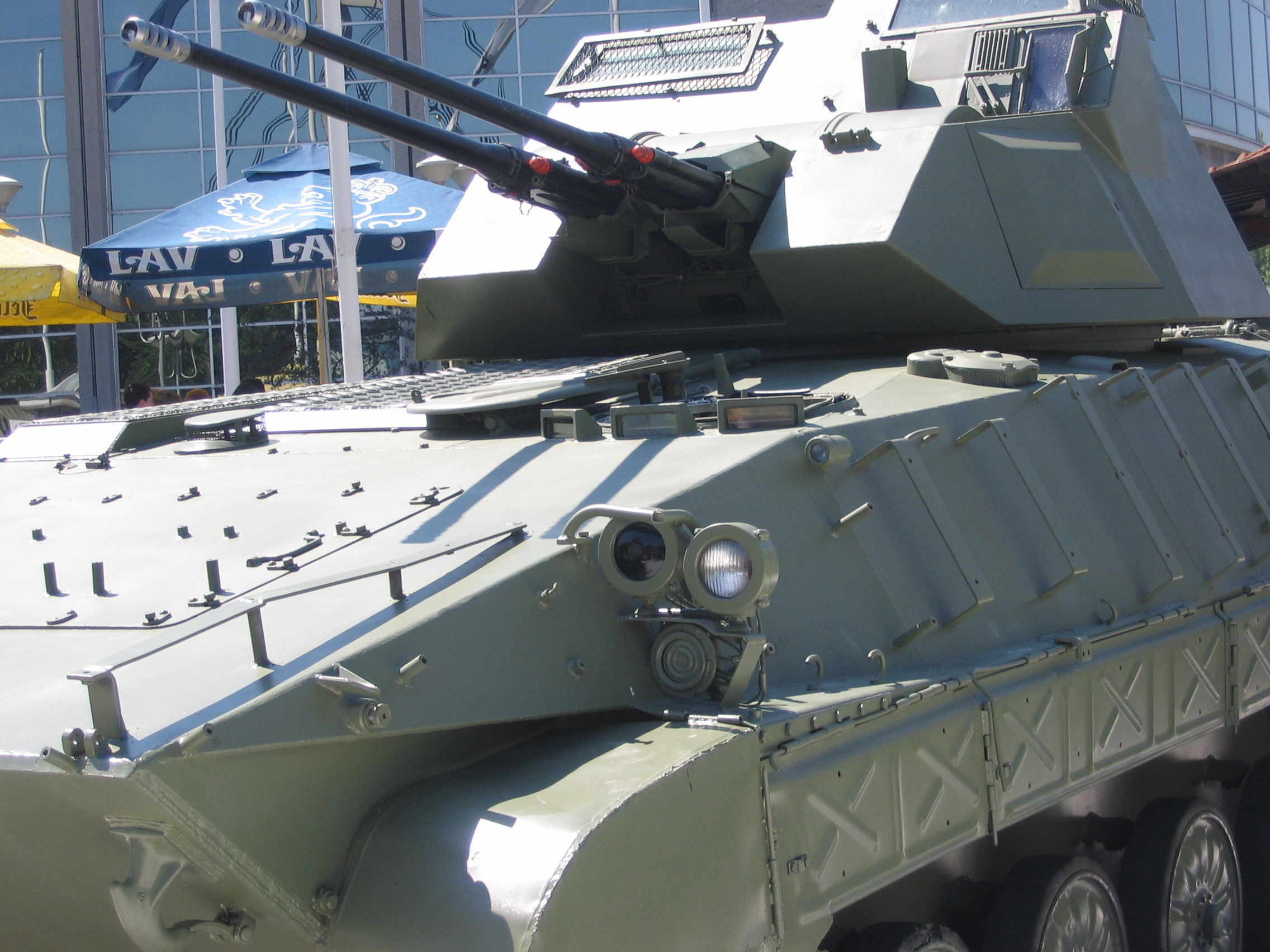
安装海豹炮塔的BVP M80 SPAT 30/2
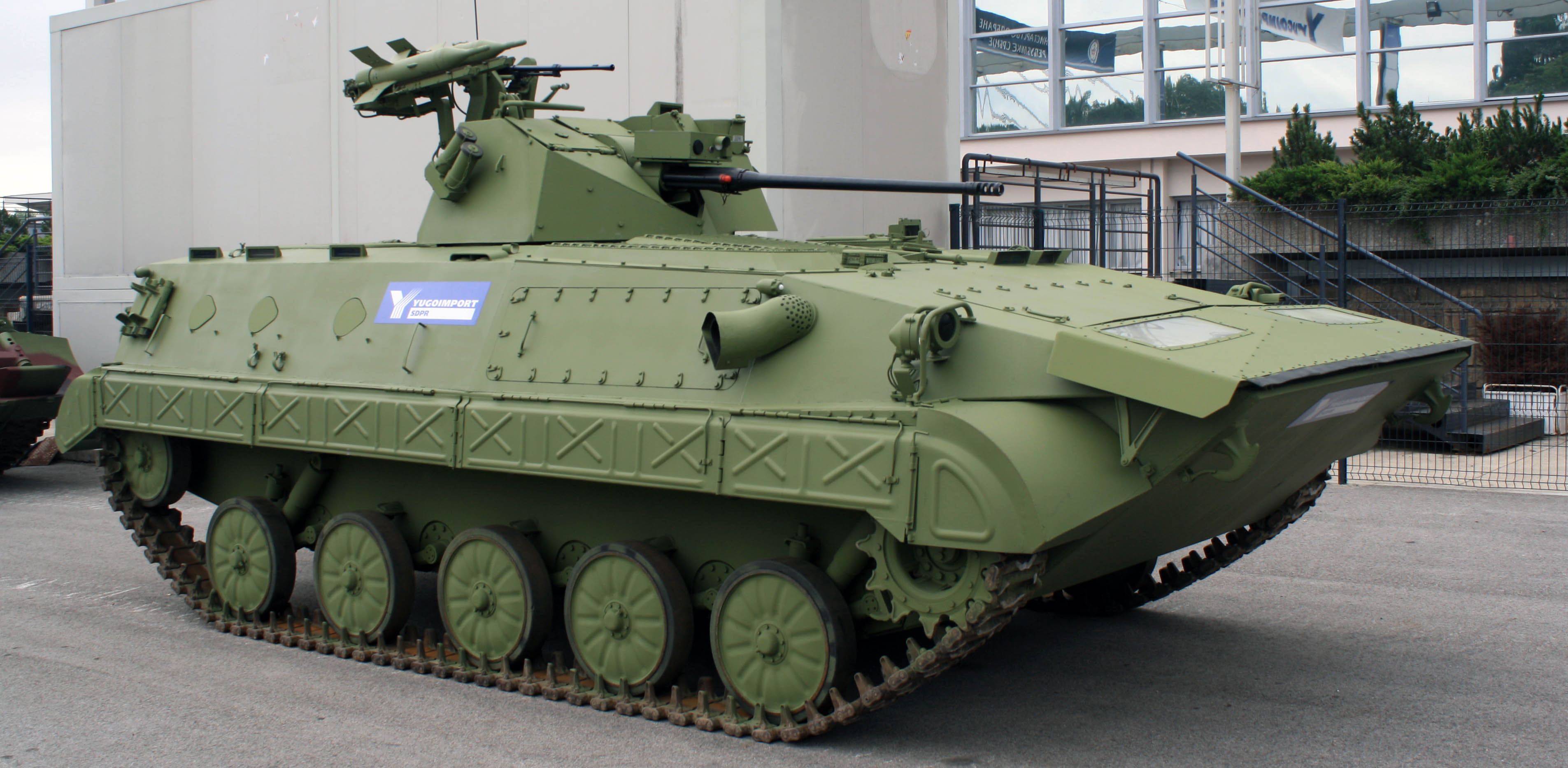
安装獭式炮塔的BVP M80A1
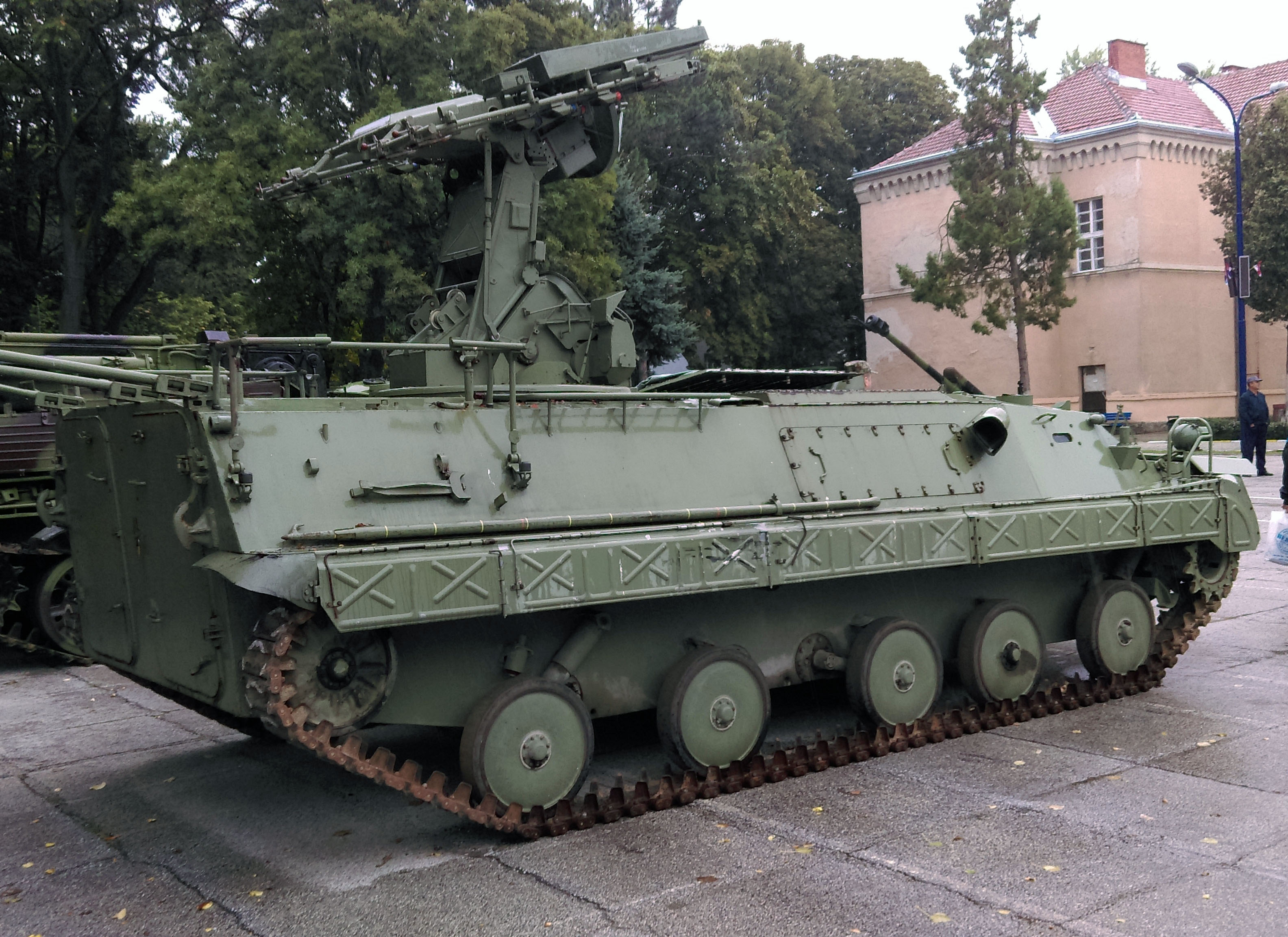
搭载箭-10发射器的萨瓦M-90
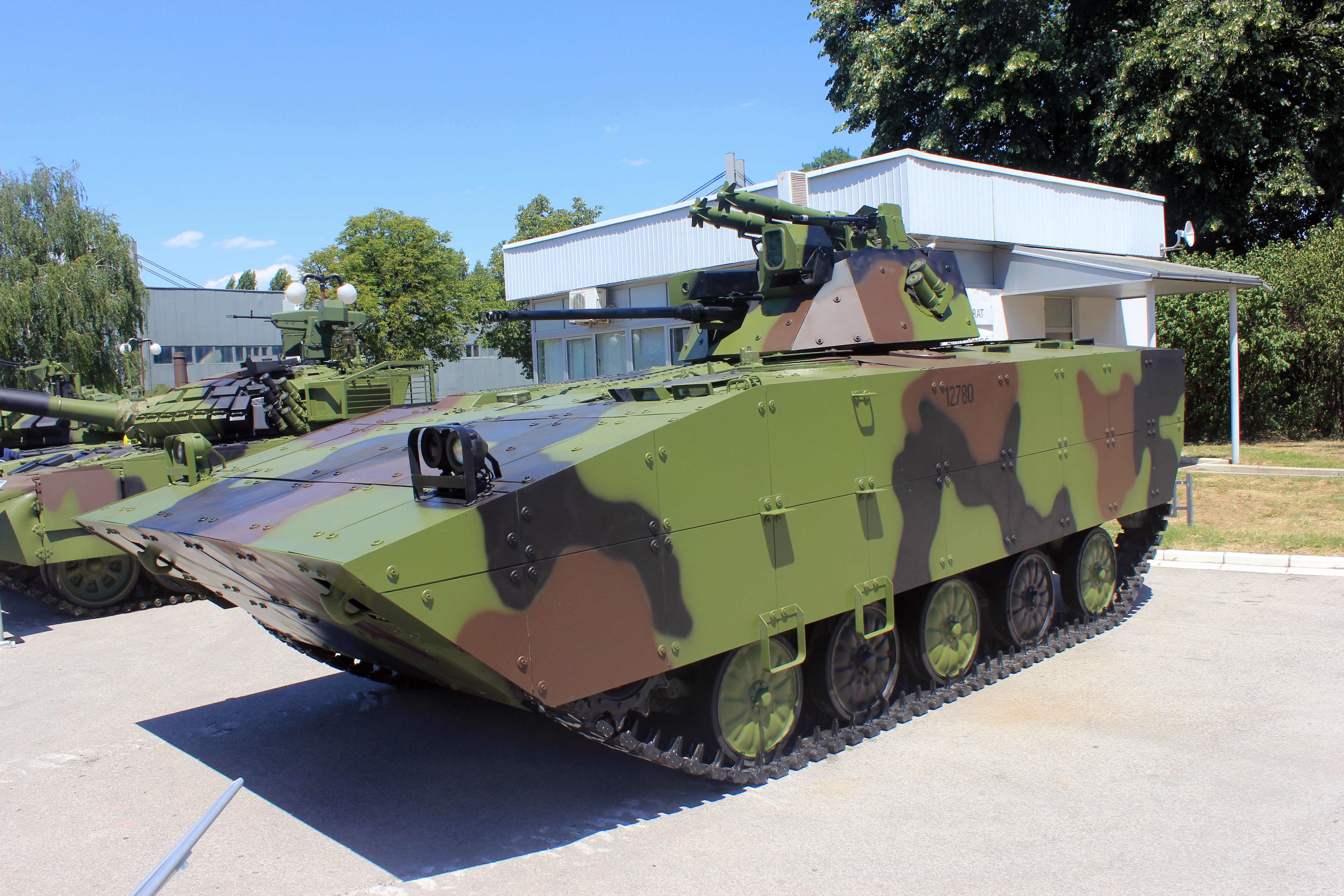
BVP M80AB1
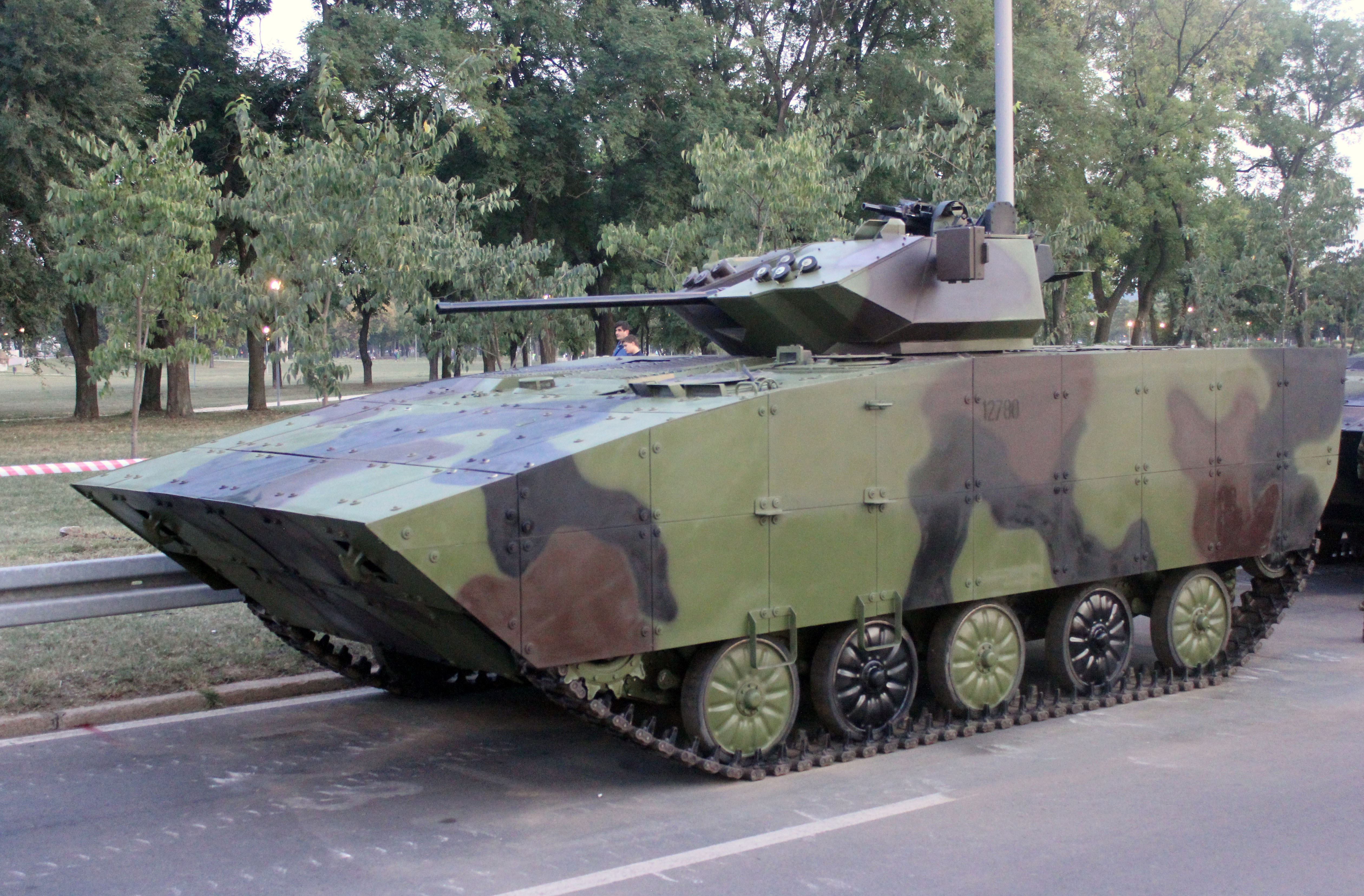
tsl|en|Day of Serb Unity, Freedom and the National Flag|BVP M-80AB2，摄于塞尔维亚团结、自由和国旗日

## 用户

### 当前用户
- – 128辆，104辆IFV + 24辆多种支援型号，即将于2025年被M2布拉德利替换。
- 塞爾維亞 – 320辆。塞尔维亚陆军计划将其中的220辆升级至BVP M-80AB1标准。[16]
- 乌克兰 – 斯洛文尼亚在俄乌战争期间向乌克兰捐赠35辆M-80A。[17][18][19][20]

### 前用户
- 南斯拉夫 – 传给了继承国。[12]

-  ：1998年有30多辆。
-  北馬其頓：1998年有2辆。
-  塞爾維亞與蒙特內哥羅：1998年有568辆。
-  斯洛維尼亞：1998年有62辆，2002年有52辆，2022年作为战争援助向乌克兰捐赠了35辆。

### 引用文献
- Foss, Christopher Frank. . 哈珀柯林斯. 2000. ISBN 9780004724522.
- 国际战略研究所.  116. 劳特利奇. 2016-02. ISBN 9781857438352.
- 国际战略研究所. . 劳特利奇. 2022-02-14  [2024-04-15]. ISBN 9781000620030. （原始内容存档于2023-11-02） （英语）.